# St.-Bantus-Kapelle

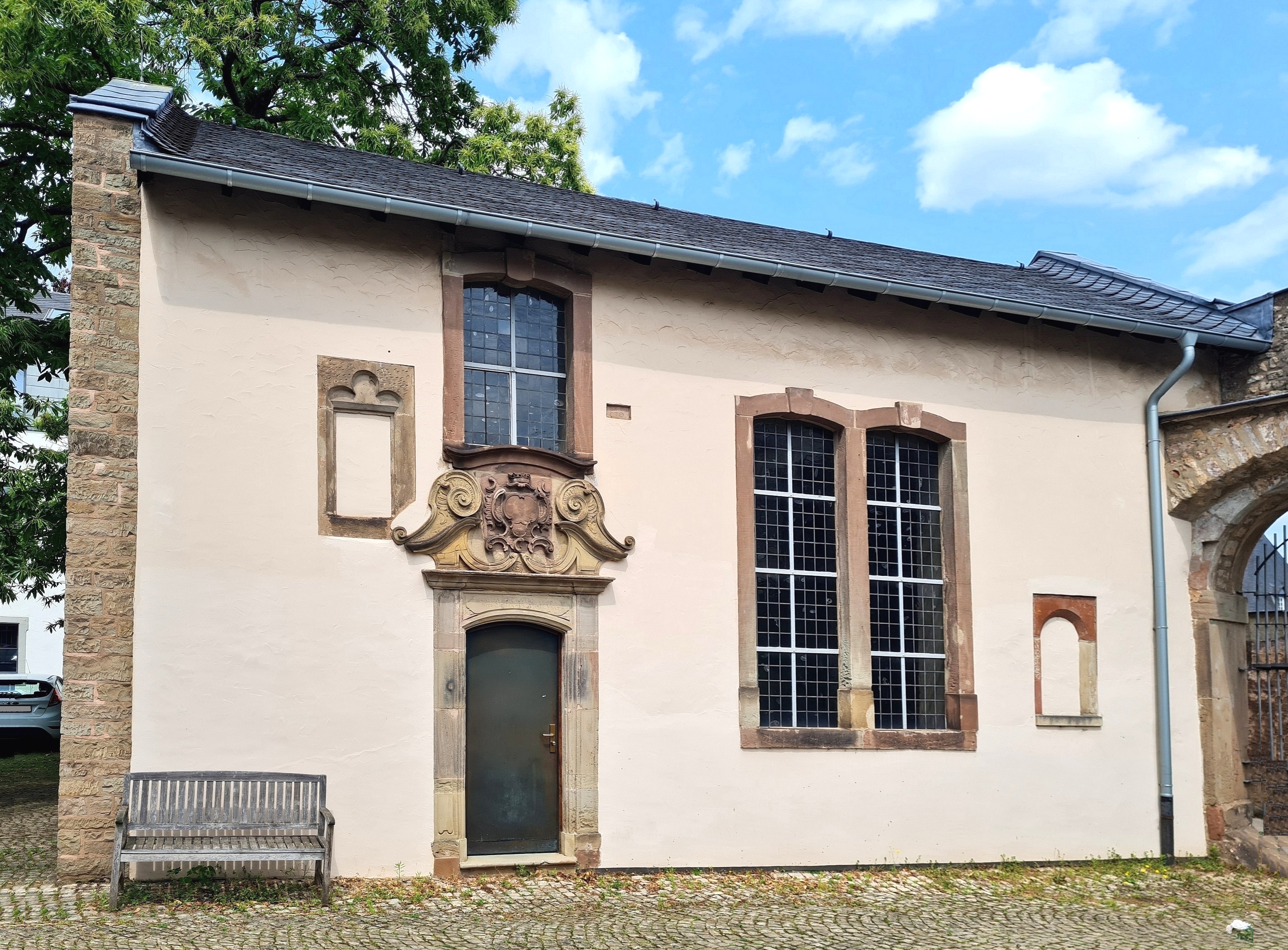
St.-Bantus-Kapelle, Südseite mit Barockportal

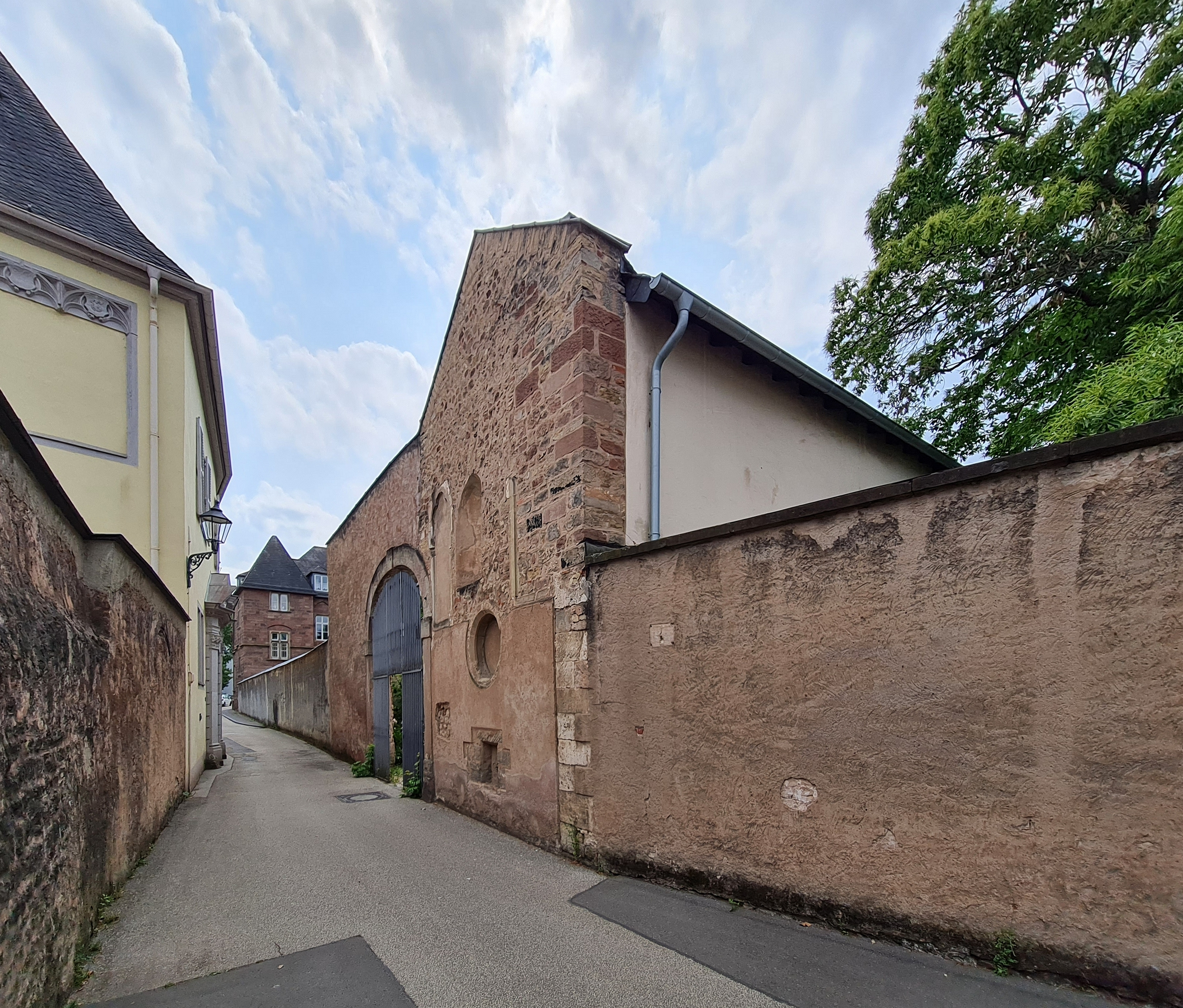
Banthusstraße nach Süden, rechts die Kapelle und das Tor zum ehemaligen Innenhof

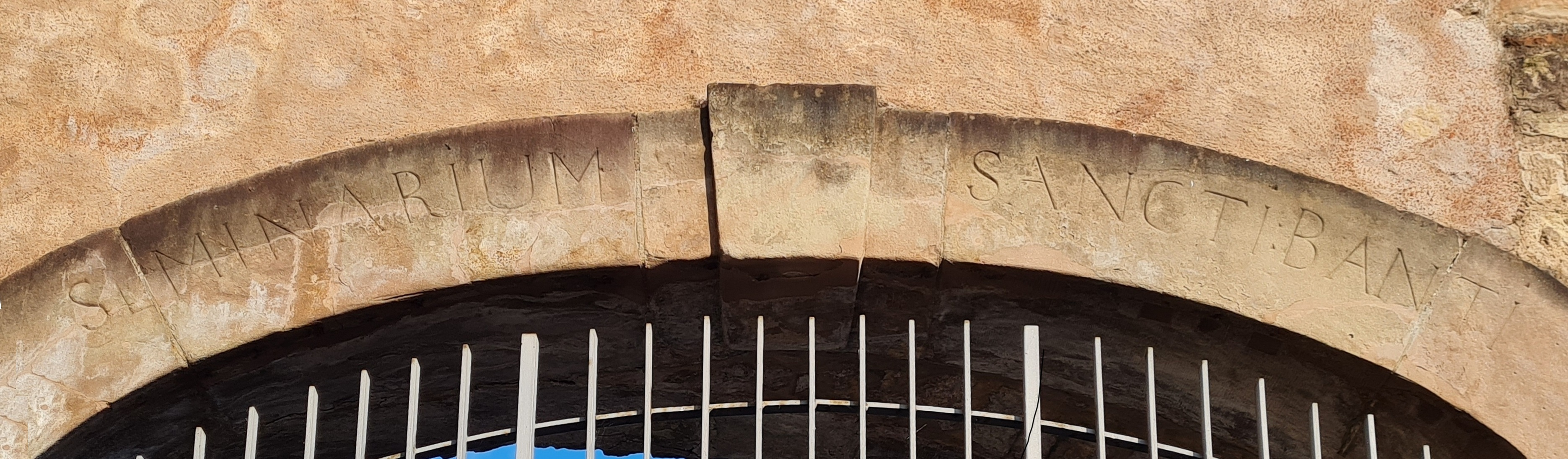
Inschrift am Tor

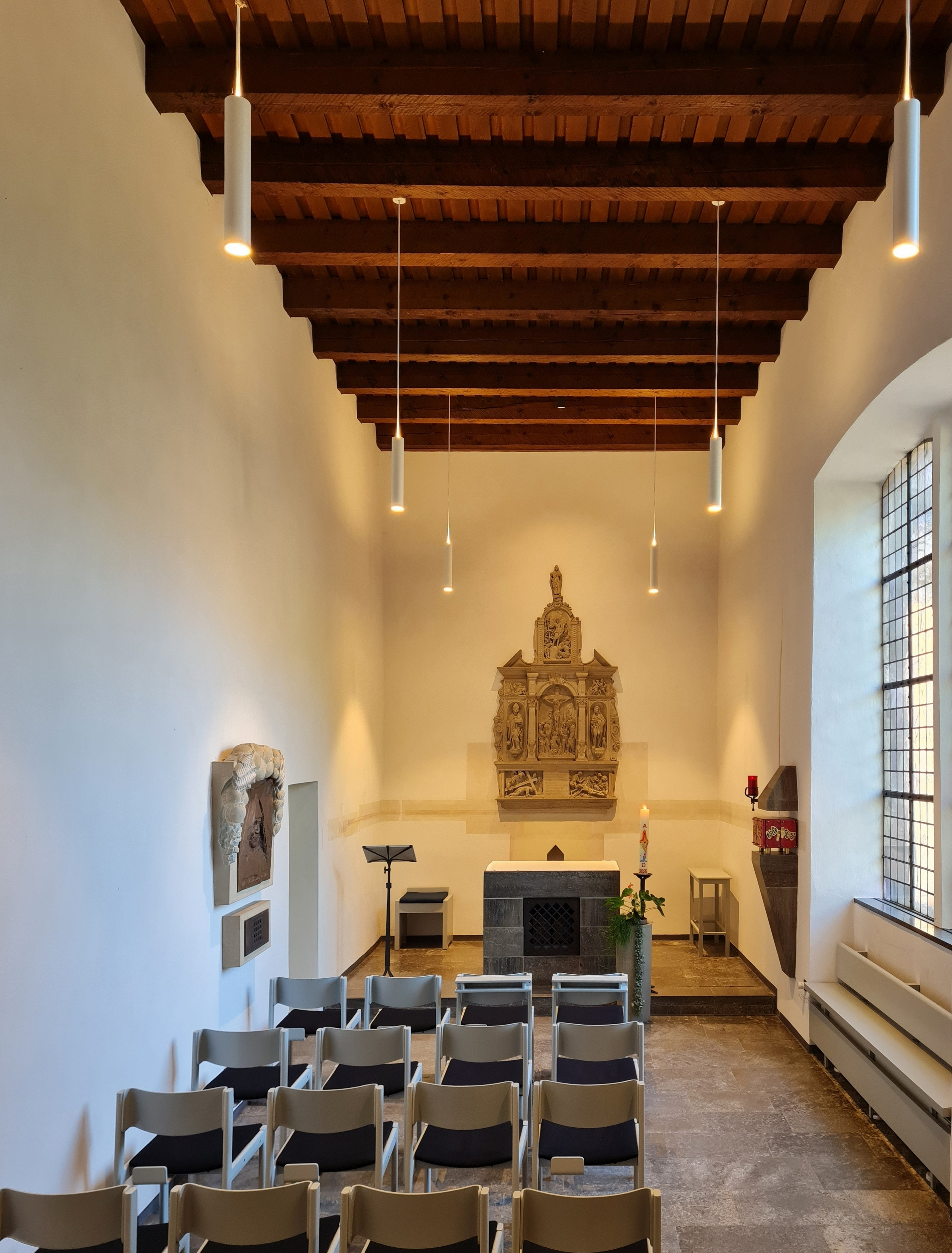
Innenraum

Die St.-Bantus-Kapelle ist ein auf das 10. Jahrhundert zurückgehendes, zuletzt nach dem Zweiten Weltkrieg erneuertes kleines Kirchengebäude in der Altstadt von Trier. Es ist nach dem heiligen Bantus von Trier benannt, dessen ursprüngliche Begräbnisstätte – mit der seines Bruders Beatus – sich vermutlich hier befand. Heute dient es als Kapelle des Bischöflichen Generalvikariats.

## Geschichte
Die Wirksamkeit der Brüder Beatus und Bantus als Missionare im Trierer Umland und als Kleriker am Dom wird auf das 6. und 7. Jahrhundert datiert. Für die Zeit zwischen 952 und 964 ist der Bau eines Oratoriums zu Ehren des hl. Bantus durch einen Archidiakon Thiedo bezeugt. Es ist wahrscheinlich der Ursprung der heutigen Kapelle und vermutlich die Begräbnisstelle der beiden Brüder, von der Wunderheilungen erzählt wurden.
Die Beatusreliquien wurden noch im 10. Jahrhundert in das Kloster St. Marien übertragen, die Bantusreliquien 1121 größtenteils in den Nikolausaltar im Westchor des Doms. Um diese Zeit erfolgte eine tiefgreifende Erneuerung der Kapelle, die mit der Neuweihe durch den Bischof von Verdun Heinrich von Blois, damals Suffragan von Trier, am 1. Mai 1124 ihren Abschluss fand. Die Steinplatte mit der originalen Weiheinschrift befindet sich heute im Dommuseum. Sie nennt die Apostel Philippus und Jakobus als Titelheilige sowie weitere Heilige, von denen die Kapelle Reliquien besaß, nicht jedoch den hl. Bantus. Da dieser aber Namensgeber der Kapelle blieb, bezieht sich die Liste der Inschrift vielleicht nur auf den neuen Altar von 1124, während die (am Ort verbliebenen) Bantusreliquien in einem anderen Behältnis verehrt wurden.

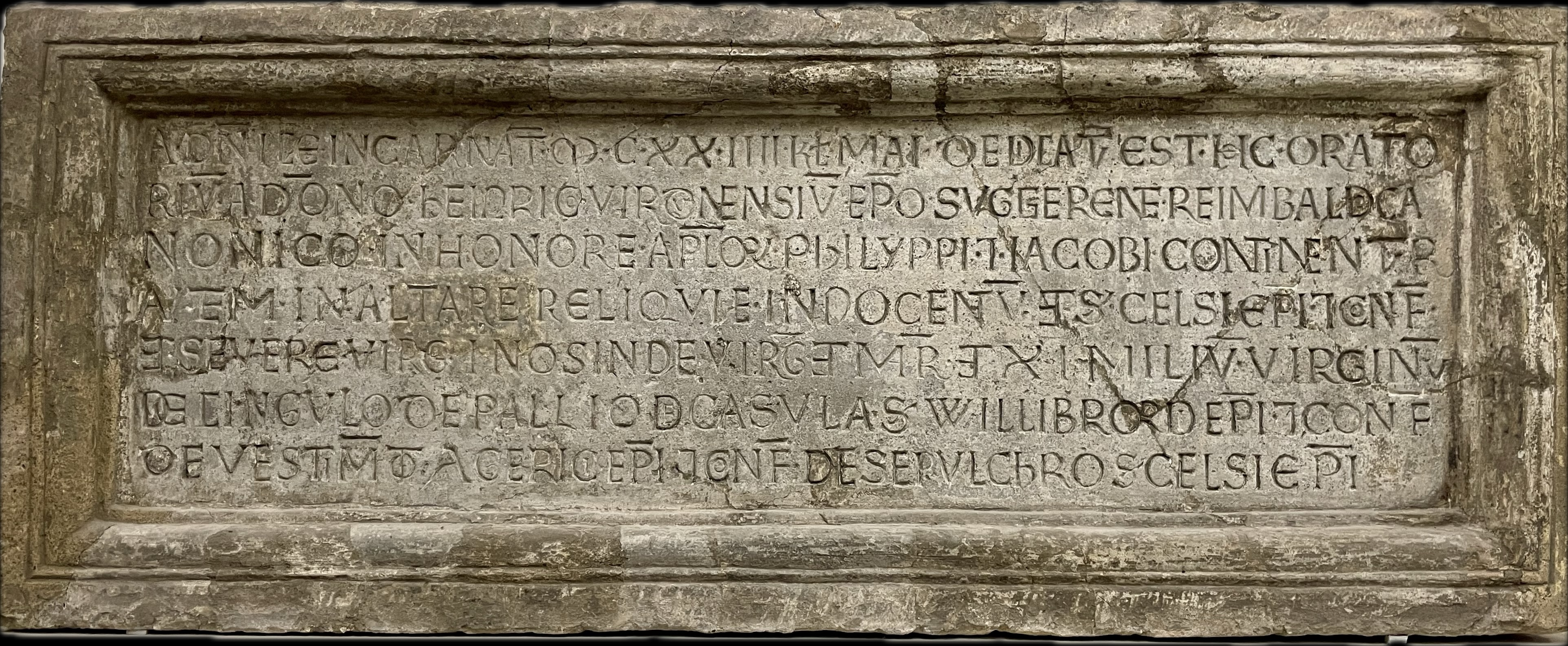
Weiheinschrift von 1124 (jetzt im Museum am Dom)

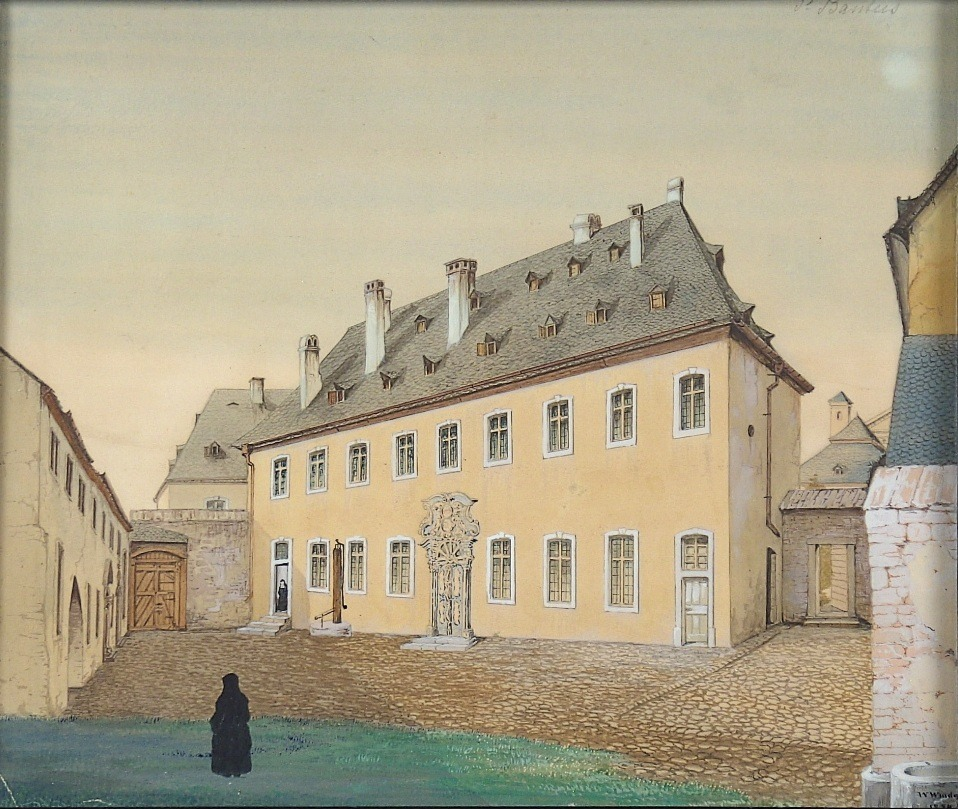
Ehemalige Bantuskurie und Kapelle (links), Gouache, 1854

Im Hochmittelalter war die Kapelle Teil einer Domkurie. Das Wohngebäude stand südlich eines Innenhofs schräg parallel zur Kapelle. Das Domkapitel schenkte das Ensemble 1464 dem Domhospital, das seitdem Bantushospital hieß. Es diente der Krankenpflege, aber auch der Beherbergung Reisender sowie armer, begabter Jungen. Diese wurden vorzugsweise für das geistliche Amt sowie als Domchoralen für den Chordienst in der Domliturgie ausgebildet, und so entwickelte sich bis spätestens 1580 aus dem Bantushospital das Seminarium Sancti Banti. Diese Inschrift steht bis heute über dem korbbogigen Tor zum früheren Innenhof der Bantuskurie.
1774 veranlasste Domdechant Franz Karl Ludwig von Boos zu Waldeck eine spätbarocke Umgestaltung von Kapelle und Kurie. Das St.-Bantus-Seminar bestand bis 1798, als es im Zuge der Französischen Revolution aufgelöst wurde. 1853 zogen Ursulinen im ehemaligen Kuriengebäude ein und gründeten dort eine Höhere Töchterschule.
Im Zweiten Weltkrieg erlitt die Bantuskapelle mit der Umgebungsbebauung schwere Beschädigungen. Sie wurde 1957, im Westen verkürzt, wiederaufgebaut. Das ehemalige Kuriengebäude wurde 1950 abgerissen; das Rokokoportal von 1774 blieb jedoch erhalten und wurde in ein benachbartes Gebäude integriert.

## Bauwerk
Die Kapelle ist eine im Kern noch frühromanische kleine Saalkirche mit flachem Abschluss im Osten und Satteldach. In den Wänden sind zugemauerte romanische und gotische Fenster und Spolien sichtbar. Der Eingang auf der Südseite ist mit einem Barockportal und Zwillingsfenster von 1774 ausgestattet, im Türsturz ein lateinisches Chronogramm:
GRATIOSVS DECANVS LIBER BARO A BOOS ME ITA RENOVARI CVRAT (1774)
„Der gnädige Dechant Freiherr von Boos lässt mich so erneuern.“
Das Renaissance-Altarretabel aus dem späten 16. Jahrhundert zeigt die Kreuzigung Christi. Es stammt aus Gappenach und kam 1957 in die Bantuskapelle.